# الإسلام في خقاسيا
الإسلام في خقاسيا وفقا لإحصاء عام 2012 فإن نسبة المسلمين تبلغ 1% من مجمل سكان خقاسيا, فالإسلام بذلك أقلية دينية.